# Cornelius Baur
Cornelius Baur (* 12. April 1962 in München) ist ein deutscher Betriebswirt.

## Leben
Nach einer Lehre zum Industriekaufmann bei Siemens studierte Baur Betriebswirtschaftslehre an der Ludwig-Maximilians-Universität München und promovierte dort mit einer Arbeit über strategische Entscheidungen in der Automobilindustrie.
Von 1990 bis 2021 war Baur für McKinsey tätig. 1996 wurde er zum Partner, 2001 zum Director gewählt. Von 2005 bis 2013 leitete er die europaweite Operations Practice der Unternehmensberatung, die sich der Optimierung der Prozesse in Unternehmen widmet. Von Januar 2014 bis März 2021 leitete er als Managing Partner das deutsche Büro von McKinsey, zu dem organisatorisch auch das Wiener Büro in Österreich gehört, als Nachfolger von Frank Mattern. Seit 2021 ist er CEO der European Healthcare Acquisition & Growth Company (EHC), die an der Euronext Amsterdam notiert ist. EHC wurde mit dem Ziel gegründet, ein oder mehrere Unternehmen im europäischen Healthcare-Markt zu erwerben.
Er ist verheiratet und hat drei Kinder.

## Publikationen
- Cornelius Baur: Make-or-buy-Entscheidungen in einem Unternehmen der Automobilindustrie : empirische Analyse und Gestaltung der Fertigungstiefe aus transaktionskostentheoretischer Sicht.  VVF, München 1990, ISBN 3-88259-769-0